# Rocha (departement)

Departementets läge i Uruguay.

Departementets flagga.

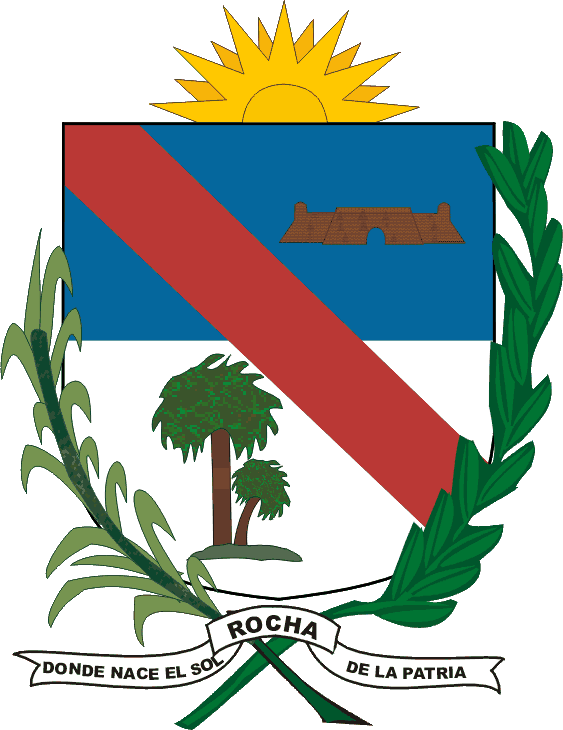
Departementets emblem.

Departementet Rocha (Departamento de Rocha) är ett av Uruguays 19 departement.

## Geografi
Rocha har en yta på cirka 10 551 km² med cirka 70 000 invånare. Befolkningstätheten är 7 invånare/km². Departementet ligger i Región Este (Östra regionen).
Huvudorten är Rocha med cirka 26 000 invånare.

## Förvaltning
Departementet förvaltas av en Intendencia Municipal (stadsförvaltning) som leds av en Intendente (intendent), ISO 3166-2-koden är "UY-RO".
Departementet är underdelad i municipios (kommuner).
Rocha inrättades den 7 juli 1880 genom delning av departementet Maldonado.